# Pidonia palligera
Pidonia palligera là một loài bọ cánh cứng trong họ Cerambycidae.